# Gabriele Maria Deininger-Arnhard
Gabriele Maria Deininger-Arnhard (née le 31 juillet 1855 à Munich et morte le 19 octobre 1945 à Rum) est une peintre autrichienne.

## Jeunesse et formation

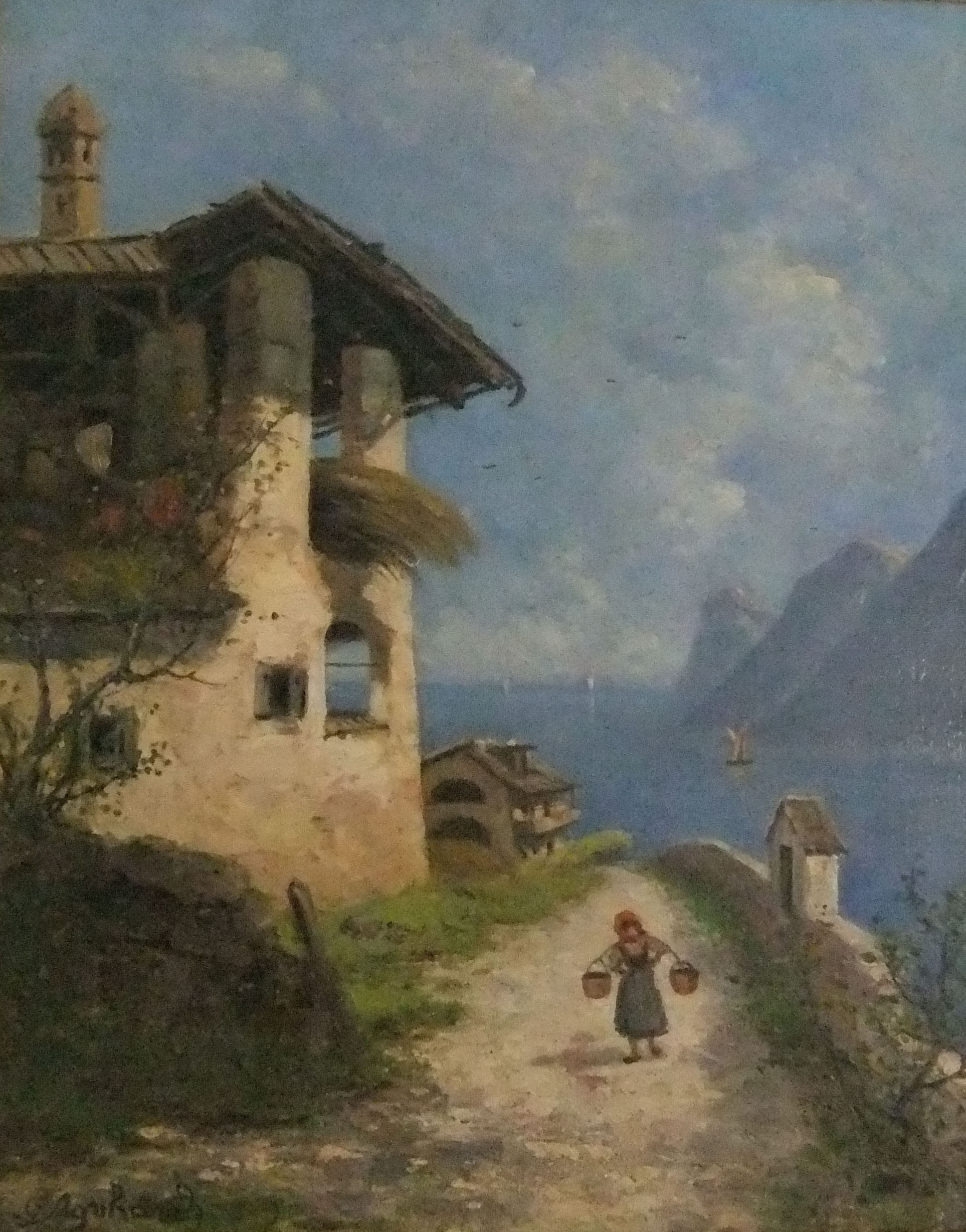
Porteuse d'eau près du lac de Garde, vers 1921

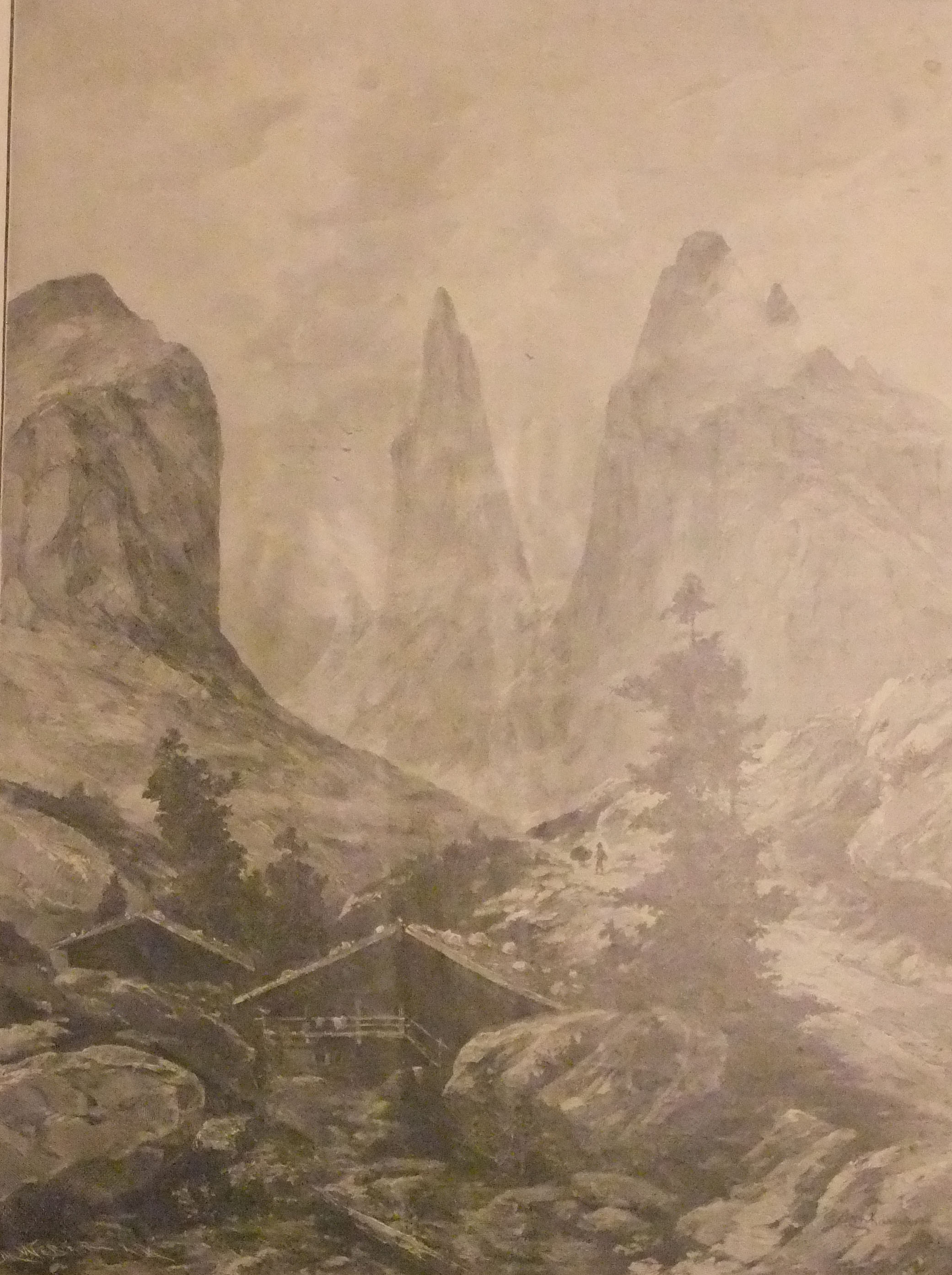
La Winklerturm dans la Vajolettal

Ses parents étaient Wilhelm Arnhard, gestionnaire d'entrepôt à Munich, et Anna Arnhard, née Lenck, originaire de Augsbourg.
Gabrielle Arnhard étudie à l'École royale des arts appliqués de Munich. Elle suit ensuite l'enseignement des peintres Julius Lange (1817-1878) et Franz Streitt (de) (1839-1890). De 1880 à 1885, elle peint des paysages à Munich.
En 1885, elle épouse Johann Wunibald Deininger (architecte, conservateur régional du Tyrol, créateur et directeur de l'école professionnelle d'Innsbruck) et déménage à Innsbruck.

## Réception
Elle peint principalement des paysages du Tyrol et de Bavière, mais également des scènes d'intérieurs ruraux à l'huile et à l'aquarelle. Elle développe un intérêt particulier pour les représentations de la vallée de l'Ötztal. Selon ses propres dires, elle a peint plus de 1000 peintures à l'huile en grand format, qui se trouvaient dans différentes villes d'Allemagne, du Tyrol,  à Vienne, à Paris, en Hollande, en Suisse, en république Tchèque, en Hongrie et en Amérique du Nord,.
La première exposition personnelle d'une artiste dans le musée régional tyrolien Ferdinandeum lui a été consacrée. D'autres expositions en Autriche et à l'étranger ont suivi. Certains de ses paysages tyroliens ont été publiés sous forme de cartes postales en couleur.
À partir de 1906, Gabrielle Arnhard-Deininger dirige une école d'art pour femmes à Innsbruck, dont les élèves exposent pour la première fois leurs travaux en 1907.

## Participation à des expositions
- Société des beaux-arts et Palais des glaces à Munich
- En 1888, exposition anniversaire au Künstlerhaus de Vienne
- En 1893, 1re exposition tyrolienne à Innsbruck
- En 1900, Exposition universelle à Paris
- En 1890, 1898 et 1914, des expositions lui sont consacrées au musée régional tyrolien Ferdinandeum

## Œuvres (sélection)
- Carrière de sable, Künstlerhaus de Vienne
- L'Orée de la forêt sur le plateau bavarois, Künstlerhaus de Vienne
- Ramasseuse de bois (vers 1895), musée régional tyrolien
- Le Soir (vers 1895), musée régional tyrolien
- Marais
- Automne
- Sur le lac de Garde
- Cimetière dans l'Ötztal
- Moulin dans l'Ötztal
- Le Schlern
- La Roseraie
- Les Montagnes de Fassaner
- Les Weißkugel à vent
- Les Königspitze
- Vallée glaciaire
- Paysage d'hiver avec porteurs de bois
- Voyageur se reposant dans les montagnes avec sa charrette à âne autour d'un feu de camp
- Dans le marais de Dachau
- Voyageur dans les montagnes
- La Winklerturm dans la Vajolettal
- Village de montagne au printemps, huile sur toile, signée en bas à droite et datée 1918.